# 木之内美穂
木之内 美穂（きのうち みほ、1964年10月29日 - ）は日本の女性タレント。秋田県出身。かつてマネージメントについては生島企画室（現在のFIRST AGENT）と業務提携していた。

## 略歴・人物
1981年、NHKアナウンスコンクールで優勝した。1983年から1987年にかけて劇団俳優座の川上夏代などから俳優のレッスンを受ける。
1984年から1986年にかけてはラジオパーソナリティとして活動した。現在は主にテレビの情報番組でリポーターとして活動している。
1983年頃、同じ事務所に所属していた赤坂小町（のちのプリンセス プリンセス）のメンバー5人とともに荒川区西日暮里のアパートで合宿生活をしていた。1993年にNHKで放送された特番で、メンバーがその合宿所を尋ねる企画があり、木之内がメンバーに内緒で先周りで待ち伏せして現れ、10年ぶりの再会を果たした。

## 出演

### テレビ
- 日本テレビ
  - NNNニュースプラス1プラス1特集（関東ローカル）、NNN Newsリアルタイムリアル特集（関東ローカル） - 主にグルメリポーター、不定期出演
- TBSテレビ
  - ジャスト、そこが知りたい、ビッグモーニング、ホットライン、ザ・フレッシュ!、情報!もぎたてサラダ、2時っチャオ! - 亭主改造リターンズリポーター、水曜日
- フジテレビ
  - 今夜は好奇心!、出たMONO勝負など
- テレビ朝日
  - 水曜特バン!、邦子がタッチなど
- テレビ東京
  - 日曜ビッグスペシャル、土曜スペシャル、いい旅・夢気分、朝はビタミン! - 火曜日レポーターなど

### ラジオ
- 南海放送 - ミホの青春スタジオ（青森放送、秋田放送、岩手放送でも放送した）
- 福井放送 - 銀河放送局
- 茨城放送 - ミホとテルミの楽しさ満がん